# Абелль, Кьелль
Кьелль А́белль (дат. Kjeld Abell) — датский драматург и театральный художник. Родился 25 августа 1901 года в датском городке Рибе. Работал художником в Королевском датском театре и лондонском театре Альгамбра.

## Биография
Драматургические произведения Абелля можно разделить условно на три периода:
- 1) период критики мещанства,
- 2) период критики нацизма,
- 3) период критики послевоенного пессимизма.

Первая пьеса, комедия «Потерянная мелодия» (дат. Melodien der blev vaek, рус. пер. 1960), была написана в 1935 году (в этом же году она успешно дебютировала в Копенгагене). В комедии, в которой драматург осуждает мещанский образ жизни и мышления, рассказывается о жизни мелкого служащего Ларсена, имя которого впоследствии стало нарицательным. В произведении Абелль Кьелль поднимает вопрос о необходимости эмансипации «маленького человека». В период оккупации Германией Дании Абелль в своих произведения затрагивал тему потери свободы, анализирует само понятие свободы и эскапизма. К этому периоду относится произведение «Анна София Хедвиг» (дат. Anna Sophie Hedvig, 1939), в которой драматург открыто выступает против тирании и пассивного гуманизма.
Как до, так и во время нацистской оккупации Дании Абелль использовал свои пьесы в знак протеста против потери свободы. Темы в этих пьесах исследуют свободу и эскапизм как самоуничтожение. Эти работы включают в себя пьесу "Анна Софи Хедвиг" (1939, английский перевод 1944), отстаивающую насилие как необходимое средство против тирании и критикующее пассивный гуманизм. Во время оккупации Абелль по большей части скрывался из-за его антинацистской активности.
В 1946 году было написано одно из самых известных произведений Кьелля — пьеса «Силькеборг» (дат. Silkeborg), в которой драматург обращается к проблеме ответственности, а также выражает критику как датской пассивности, так и признания немецкой оккупации.
Произведения послевоенного периода проникнуты мистикой и отчасти пессимизмом. К этому периоду относится аллегорическая драма «Дни на облаке» (дат. Dage på en sky, 1947), в которой Кьелль предупреждает об опасности атомной войны, драмы «Голубой пекинес» (дат. Den blå pekingese, 1954), «Андерсен, или Сказка его жизни» (дат. Andersen ellen Hans livs eventyr, 1955), «Дама с камелиями» (дат. Kamelia damen, 1959).
Кьелль Абелль умер в 1961 году в Копенгагене.